# Zdeňka Ortová
Zdeňka Ortová (* 21. června 1961 Slaný) je česká spisovatelka, autorka aforismů, fejetonů a povídek. Pracuje jako vedoucí Městské knihovny ve Velvarech.

## Život
Publikuje od osmdesátých let minulého století, kdy psala fejetony a povídky pro sobotní přílohy celostátních deníků. V roce 1990 se stala jednak kmenovou autorkou humoristického časopisu Nový Dikobraz, pro který několik let psala zejména aforismy, epigramy a fejetony, a dále pak kmenovou autorkou časopisu Vlasta, kde uveřejňovala své fejetony. Je nejznámější českou aforistkou a jedinou ženou, které je věnována samostatná kapitola v Antologii českých aforistů a jejíž soubory aforismů vycházejí knižně.
Kynologická rada, že vašeho psa nejlépe potrestáte stočenými novinami, je nesmysl, neboť zprávy, které v nich vyděsily vás, se psem zpravidla ani nehnou.
Zdeňka Ortová

## Dílo
- Milostné předehry – 2009
- Polepšovna – 2007
- Století vhodné pro ženu – 2007
- Naše politická kaše – 2006
- Žena v kurzu a další fejetonové povídání – 2006
- Miniaturní neřesti aneb pokoušení aforismy – 2005
- Hádej, co je to – 1999
- Dámská volenka aneb sólo pro aforismy – 1999
- Život tropí aforismy – 1992